# Găgești
Găgești is een Roemeense gemeente in het district Vaslui.
Găgești telt 2248 inwoners.